# John Saul
John Saul (n. 25 februarie 1942, Pasadena, California) este un scriitor al genului horror, fiind considerat de unii critici drept cel mai bun scriitor, în cadrul acestui gen.

## Biografie
A absolvit în 1959 Whittier High School. A început mai multe facultăți (Antioch, în Ohio, Cerritor, în Norwalk, California, Montana State University și San Francisco State College), fiind atras mai mult de antropologie, teatru și artă, dar nereușind niciodată să obțină vreo diplomă. După ce a plecat de la colegiu, a decis că cea mai bună modalitate de a absolvi un colegiu ar fi prin publicarea unui roman, fapt care l-a determinat ca, în următorii 15 ani, să lucreze în diverse domenii, în paralel scriind mai multe manuscrise, ce spera că vor fi publicate. Indiferent dacă ar fi fost vorba despre probleme industriale sau eforturile unei dactilografe, John este în măsură sa redacteze un material captivant și interesant. Anii aceștia au generat o colecție interesantă de manuscrise nepublicate, și, în mod firesc, fără realizări materiale. La un moment dat, a găsit un agent în New York, căruia i-a trimis pe parcursul a mai multor ani diverse manuscrise, încercând să obțină răspunsuri favorabile, în vederea publicării acestora. 
În anul 1976 a primit propunerea să scrie un thriller psihologic, idee care i-a surâs lui John.  Din acest moment, lucrurile au luat o întorsătură bizară. Agentul a decis că materialul se caracterizează prin toate elementele unui bestseller. Au mizat pe acestă primă nuvelă, a unui autor necunoscut, căreia i-au făcut publicitate intensă, prin intermediul televiziunii. În mai puțin de o lună, cartea “Chinuiește-i pe copii”( Suffer the Children) era încadrată în lista bestseller-urilor din Canada, ajungând cap de listă. În mod constant, toate cele 32 de cărți ale sale au ajuns pe lista bestseller-urilor și au fost publicate în întreaga lume. În paralel cu activitatea publicistică, John a fost interesat de teatru. A jucat în câteva piese de teatru, iar ca scenarist i-au fost montate câteva piese într-un act în Los Angeles, Seattle și New York. Gerber Productions Company și M.G.M au turnat un film după una din nuvelele sale, iar o alta este transpusă de studiourile C.B.S. John face parte din cercul de critici care au menirea de a stimula și selecta tinerele talente și este vice președintele unei fundații filantropice. John locuiește în Seattle și în San Juan. Îi place să călătorească, să joace golf, bridge, e un mare cititor, și îi place foarte mult să gătească. Prima carte a apărut în 1977, iar apoi a reușit ca în aproape fiecare an să la ofere fanilor săi o nouă carte care să-i aducă cu sufletul la gură, uneori reușind chiar să scoată două cărți pe an.

## Opere

### Romane
| Year | Title                                              |
| ---- | -------------------------------------------------- |
| 1977 | Suffer the Children                                |
| 1978 | Punish the Sinners                                 |
| 1979 | Cry for the Strangers                              |
| 1980 | Comes the Blind Fury                               |
| 1981 | When the Wind Blows                                |
| 1982 | The God Project                                    |
| 1984 | Nathaniel                                          |
| 1985 | Brainchild                                         |
| 1986 | Hellfire                                           |
| 1987 | The Unwanted                                       |
| 1988 | The Unloved                                        |
| 1989 | Creature                                           |
| 1990 | Second Child                                       |
| 1991 | Sleepwalk                                          |
| 1991 | Darkness                                           |
| 1992 | Shadows                                            |
| 1993 | Guardian                                           |
| 1994 | The Homing                                         |
| 1995 | Black Lightning                                    |
| 1997 | Blackstone Chronicles                              |
| 1    | An Eye for an Eye: The Doll (1996)                 |
| 2    | Twist of Fate: The Locket (1997)                   |
| 3    | Ashes to Ashes: The Dragon's Flame (1997)          |
| 4    | In the Shadow of Evil: The Handkerchief (1997)     |
| 5    | Day of Reckoning: The Stereoscope (1997)           |
| 6    | Asylum (1997)                                      |
| 1998 | The Presence                                       |
| 1999 | The Right Hand of Evil (Mâna dreaptă a diavolului) |
| 2000 | Nightshade                                         |
| 2001 | The Manhattan Hunt Club                            |
| 2002 | Midnight Voices                                    |
| 2003 | Black Creek Crossing                               |
| 2005 | Perfect Nightmare                                  |
| 2006 | In the Dark of the Night                           |
| 2007 | The Devil's Labyrinth                              |
| 2008 | Faces of Fear                                      |
| 2009 | House of Reckoning                                 |